# Camp de Les Corts
Camp de Les Corts var en fotbollsstadion i Barcelona som användes av fotbollsklubben FC Barcelona mellan åren 1922 och 1957. Stadion var belägen drygt en km öster om nuvarande Camp Nou stadion och precis som denna belägen längsmed gatan Travessera de Les Corts om än på motsatt sida. Camp de Les Corts var FC Barcelonas andra egna fotbollsstadion och ersatte den tidigare Camp del carrer Indústria. Les Corts stadion öppnade 20 maj 1922 med en vänskapsmatch mot den skotska klubben St. Mirren FC. Planen utgjordes av en potatisåker som anpassats för ändamålet och i en intervju för Spansk Television på 1960-talet berättade Ricardo Zamora att invigningsmatchen spelades med planen i mycket dåligt skick, ännu full av oplockade potatisar.
Les Corts stadion invigdes med plats för 20 000 åskådare varav huvudläktaren hade plats för 1500 sittande, resten av stadion utgjordes av ståplatsläktare. Byggandet av stadion fortsatte efter invigningen när ytterligare 10 000 ståplatser tillkom. Den ursprungliga stadion skulle dock visa sig vara för liten redan efter några år och under sommaren 1926 byggde man ut stadion från 30 000 åskådare till 45 000 åskådare, samtidigt planterade man även gräs efter direktiv från det Spanska fotbollsförbundet, underlaget utgjordes dessförinnan av jord. FC Barcelonas popularitet ökade mycket kraftigt under 1920-talet, antalet medlemmar steg från drygt 3 000 när den nya stadion invigdes till över 11 000 år 1925. Under 1930-talet uteblev de sportsliga framgångarna och antalet medlemmar minskade till bara drygt 2 500. 
Efter att Spanska inbördeskriget avslutats 1939 inleddes en period av mot katalanerna då även språket förbjöds. Les Corts stadion blev en av få platser i Barcelona där språket kunde leva vidare och stadion kom att få rollen som en av stadens viktigaste sociala mötesplatser. Antalet medlemmar ökade från 2 500 1939 till 15 500 1942 och klubben såg det nödvändigt att bygga ut stadion ytterligare för att kunna möta publiktrycket.
Mellan åren 1943 och 1946 genomfördes en stor om- och tillbyggnad av Les Corts. Huvudläktaren monterades ned och såldes till Gimnàstic de Tarragona, en ny större läktare med Spaniens dittills största konsoltak (104x26 meter) restes samtidigt som övriga tre läktarsidor byggdes om och till. Den ombyggda Les Corts stadion invigdes 2 juni 1945 och var under några år Spaniens största fotbollsstadion med plats för uppskattningsvis 60 000 åskådare fördelat på 9 341 kvadratmeter läktare, officiellt kunde stadion rymma 48 000 åskådare. När stadion var fylld till bristningsgräns släppte man alltså in fler än stadions egentliga kapacitet, de extra åskådarna som inte fick plats på läktarna satt då på gräsmattan mellan dessa och planen. Den ombyggda stadion skulle dock visa sig vara otillräcklig redan efter några år och klubben tog beslutet att bygga en ny stadion 1950. FC Barcelonas sista match på Les Corts spelades 21 april 1957. Stadion kom därefter att användas av klubben CD Condal fram till 1965. Rivningen av Les Corts stadion påbörjades i februari 1966.